# クローバーフィールド/HAKAISHA
『クローバーフィールド/HAKAISHA』（クローバーフィールド ハカイシャ、原題：Cloverfield）は、2008年1月18日にアメリカ合衆国で公開されたSF・怪獣・パニック映画である。日本ではパラマウントジャパンによる配給のもと、同年4月5日にPG-12指定で公開された。
日本でのキャッチコピーは「その時、何が起きたのか？」。

## 概要
巨大怪獣が大都会を襲う古典的な題材をモチーフとしているが、本作は怪獣と軍隊の間で繰り広げられる戦闘ではなく、その傍らで逃げ惑う人々に焦点を当てた擬似ドキュメンタリー作品として仕上がっている。『ブレア・ウィッチ・プロジェクト』を髣髴とさせるホームビデオ風の主観映像、『サイン』にも相通ずる情報途絶下のパニック描写により、「リアルタイムの恐怖・不安感」という新たな切り口を怪獣映画にもたらした。また、本編の映像は設定上第三者の手で発見及び開示されたことを窺わせる、ファウンド・フッテージ作品としての側面も併せ持つ。
ハリウッド映画では低予算の部類に入る2500万ドルで製作されたにもかかわらず、アメリカでは2008年1月18日の公開時から3日間で興行収入が4000万ドルを突破。1月次公開作品では歴代トップの成績となり、最終興行収入8000万ドルの好成績を記録した。また、日本でも同年4月5日に公開され初登場1位を記録し、最終的に12億円もの興行収入を収めている。

## ストーリー
映画冒頭のテロップで「これ（本編）は国防総省が保管している記録映像である（要約）」と説明される。
映像はビデオカメラの持ち主ロブのプライベート風景から始まる。ある夜、日本への栄転が決まったロブを祝うために開かれたパーティーの最中、突如として不気味な爆音が鳴り響く。外の様子を見にパーティ会場の屋上へ向かった彼らは、そこで炎に包まれたニューヨーク市街を目撃する。外へ出ると爆発で吹き飛ばされた自由の女神の頭が降って来て市内はパニックに陥り、ロブを含む数人のメンバーは徒歩での脱出を試みる。その途上彼らは軍隊の攻撃を物ともせず摩天楼を蹂躙する巨大な怪獣を目撃する。ロブたちはブルックリン橋を渡ろうとするが、ロブの元に恋人ベスから助けを求める電話がかかり、直後に怪獣が橋を破壊する。ハッドやリリーは別ルートからの脱出を主張するが、ロブはベスを助けるために怪獣がいる中心部に向かおうとする。ハッドたちはロブを引き留めようと試みるが、彼に押し切られて共にベスを助けに向かう。
ロブたちは怪獣と軍隊の戦闘に遭遇し、ニューヨーク市地下鉄に逃げ込み線路伝いにベスがいるマンションに向かうが、地下鉄内で怪獣の寄生虫に襲われマリーナが重傷を負う。寄生虫から逃れるため地上に出たロブたちは軍隊と出会い保護されるが、寄生虫に噛まれたマリーナの身体が異変を起こして軍隊に隔離され、直後に死んでしまう。ロブは尚もベスの助けに向かおうとして兵士たちと口論になるが、最終的に兵士たちは脱出用ヘリの離陸時間を伝えて彼らを見送る。軍隊の総攻撃が始まる中、ロブたちはベスのマンションに到着して彼女を助け出す。そのまま脱出用ヘリに乗り込むが、彼らが乗ったヘリは怪獣の攻撃に遭い、セントラル・パークの広場に墜落する。ロブたちは徒歩で脱出を試みるが、直後にカメラを撮影していたハッドが怪獣に噛み殺されてしまう。怪獣が迫りくる中、カメラを片手に橋の下へと逃げ込むロブとベス。そして二人がカメラに遺言を残した直後、軍隊による空爆が始まる。
爆撃による瓦礫の山が映された後、映像は1か月前の二人のデートの映像に切り替わり、観覧車に乗り込みデートを楽しむロブとベスの映像が流れる。観覧車の窓越しに映る海には、空から落ちてくる謎の物体が映り込んでいた。

## 登場人物
ロバート・ホーキンス（ロブ）
演 - マイケル・スタール＝デヴィッド、日本語吹替 - 真殿光昭
本作の実質的な主人公。日系企業タグルアト社に勤務する青年で、日本本社への栄転が決まり喜ばしい一方、離ればなれになる恋人ベスとの今後について整理できず、彼女と些かギクシャクしていた。そんな状況のまま壮行会を迎え、今回の騒動に巻き込まれる。
エリザベス・マッキンタイア（ベス）
演 - オデット・ユーストマン、日本語吹替 - 安藤麻吹
本作の実質的なヒロイン。ロブとは相思相愛の間柄だが、彼が自分を置いて日本へ行くことを苦悩しつつも素直に気持ちを示さないため、もどかしさを感じていた。そのため、ロブを祝うパーティーに顔を出すもロブと口論になり、ミッドタウンの北外れにあるコロンバスサークル付近の高層アパートに早々に帰宅してしまう。その後、怪獣の襲撃でアパートが半壊し怪我をして動けなくなり、電話でロブに助けを求める。
ジェイソン・ホーキンス
演 - マイク・ヴォーゲル、日本語吹替 - 成田剣
ロブの兄。ロブを祝うパーティーの最中に彼と共に騒動に巻き込まれ、メンバーと共にブルックリンブリッジを渡って街から脱出しようとするが、怪獣が橋を破壊した際に巻き込まれ生死不明となる。

マリーナ・ダイアモンド
演 - リジー・キャプラン、日本語吹替 - あさむらまほり
リリーの友人。ロブを祝うパーティーの最中に彼と共に騒動に巻き込まれ、ベスを助けに行く彼に最後まで付いて行こうとするが、道中寄生虫に襲撃され噛まれたことで体が異変を起こし、死亡する。
リリー・フォード
演 - ジェシカ・ルーカス、日本語吹替 - 笹森亜希
ジェイソンの彼女。ロブの事も気に掛けておりハッド同様彼を祝うパーティーの最中に共に騒動に巻き込まれたが、ベスを助けに行く彼に最後まで付いて行く。
はっきりとした描写はないが、ロブたちとは別のヘリに乗り先に脱出しているため、メンバーの中では唯一彼女のみが生き残った模様。
ハドソン・プラット（ハッド）
演 - T・J・ミラー、日本語吹替 - 咲野俊介
ロブの友人。マリーナに想いを寄せている。ロブを祝うパーティーの最中に共に騒動に巻き込まれたが、ベスを助けに行く彼に最後まで付いて行く。ヘリの墜落によって徒歩での脱出を余儀なくされた際、カメラを忘れたことに気付き一人墜落地点へと引き返すが、その直後怪獣と遭遇し真正面から捕食された末、胴体を真っ二つに噛み切られ絶命してしまう。
カメラの撮影はほぼ全編彼が行っている。
トラヴィス
演 - ベン・フェルドマン
ヘザー
演 - ライザ・ラピラ
グラフ中佐
演 - クリス・マルケイ
アントニオ
演 - テオ・ロッシ
チャーリー
演 - ブライアン・クラグマン

## スタッフ
- 監督：マット・リーヴス
- 脚本：ドリュー・ゴダード
- 製作：J・J・エイブラムス、ブライアン・バーク
- 製作総指揮：ガイ・リーデル、シェリル・クラーク
- 撮影：マイケル・ボンヴィレイン
- 編集：ケヴィン・スティット
- 美術デザイン：マーティン・ホイスト
- 美術監督：ダグ・J・ミーディンク
- 装飾：ロバート・グリーンフィールド
- 衣装：エレン・マイロニック
- 音響効果：ウィル・ファイルズ
- エンドクレジット音楽作曲：マイケル・ジアッチーノ

SFXスタッフ
- アニマトロニクス：アンディ・クレメント
- 特殊効果監修：ジョン・ハキアン
- 特殊効果コーディネーター：デヴィッド・ウェイン
- 特殊効果：クリス・クライン、ケン・タラロ、マット・ヴォーゲル

VFXスタッフ
- VFXスーパーバイザー：ケヴィン・ブランク、マイケル・ブルース・エリス、エリック・レヴェン
- VFXプロデューサー：アニー・ポメランツ
- VFX：ダブル・ネガティブ、ティペット・スタジオ
- CGスーパーバイザー：デヴィッド・ヴィッケリー

製作会社
- バッド・ロボット、パラマウント映画

## 受賞
- 第34回サターンSF映画賞
- 映画館大賞「映画館スタッフが選ぶ、2008年に最もスクリーンで輝いた映画」第51位

## 作品解説
本作の着想は、『ミッション:インポッシブル3』の宣伝で製作のJ・J・エイブラムスが来日した際、原宿のキデイランドで見た、ゴジラのソフトビニール人形から得られたものである。エイブラムスは、日本では怪獣が「文化」として根付いている（本人談）ことに感銘を受け、アメリカでも国民的怪獣映画を作ろうと思い立った。
トライスター版『GODZILLA』の評判が芳しくなかったこともあり、アメリカ映画界では高額の製作費が掛かる怪獣映画を敬遠する風潮が根強く、リメイク版『キング・コング』や本作の製作に支障をきたしていた。
エイブラムスは「ニューヨークが舞台だから、どうしても9.11を思い出すと思うけど、それがこの映画の目的ではない」としている。ただし、ゴジラが原爆の悪夢から生まれたように、本作では現代人が抱いている不安、懸念していることをテーマとして意識していたと、オーディオコメンタリーで監督のマット・リーヴスが語っており、その中で9.11にも触れている。
全編カムコーダ撮影の設定のため、劇場の多くでは酔いに注意するよう観客に注意がなされた。
また、作品にリアリティを持たせるため、出演者のほとんどが当時無名であった新人俳優や子役出身の若手俳優で占められている。

### プロモーション
興行的成功の背景には公開前の巧みな宣伝戦略がある。2007年夏の初報では、『1-18-08』の仮タイトルで自由の女神像の頭部が破壊されたショッキングなビジュアルを発表。その後も内容や作品名などの情報規制を徹底しつつ、事件との関連を匂わせる架空の企業や環境保護団体のサイトを立ち上げたほか、YouTubeに架空のニュース映像を投稿するなど、謎めいたプロモーションで作品への好奇心を煽った。
日本公開前にはPRの一環として首が破壊された自由の女神像が「来日」し、東京お台場の自由の女神像の近くに建てられた。

### 続編及び関連作品
大ヒットを受けマット・リーヴスが引き続き監督を務める続編の制作も決定していたが、2008年6月25日にCollider上で制作保留が発表され、さらに続編のためのアイディアが無いなどの理由も重なり、制作は中止となった。なお、企画段階では本作と同様の時間軸及び撮影方法を採用し、別視点から作品展開を行う予定であったとされる。
厳密には続編でないが、第2作として本作のタイトルと流れを受け継いだ『10 クローバーフィールド・レーン』が2016年に公開されている。また、2017年2月の全米公開を目指し前日譚にあたる第3作の制作も進められていたが、予算超過と度重なる公開延期の末にパラマウント映画は劇場作品としての配給を断念。後にNetflixが配給権を獲得し、2018年2月4日から『クローバーフィールド・パラドックス』のタイトルで独占配信されることとなった。
その後、ネット上を中心に『オーヴァーロード』がクローバーフィールド・ユニバースの第4作になるとの噂も流れたが、J・J・エイブラムスは2018年4月にラスベガスで開催されたシネマコンにおいて噂を否定した上で、本作の直接的な続編が企画段階にあることを発表。2021年1月には脚本家のジョー・バートン、2022年9月にはババク・アンヴァリ監督の参加がそれぞれ報じられた一方で、過去三作との繋がりがどのようになるかは不明なままとされている。

### ゴジラとの関連
- 映画冒頭にバッド・ロボット・プロダクションズのロゴが現れる場面で怪獣の足音らしきものが聞こえるが、1954年公開の1作目『ゴジラ』でも東宝のロゴが出ている際に同様の演出がある[1]。
- ニューヨークはトライスター版『GODZILLA』の舞台でもあり、劇中で怪獣が破壊するブルックリン橋は同作のゴジラが息絶える場所でもある[1]。また、核兵器を暗示させるマークが登場する、通常兵器が効かない怪獣に『ゴジラ』（1984年版）に登場するショッキラスを思わせる寄生虫のようなものが大量に付着しているなど、ゴジラを彷彿とさせるシーンが細かく存在する[1]。
- 本編に隠し映像として、往年の米製怪獣映画[注 2]の映像が使用されている。エイブラムスはゴジラの映像も使うつもりだったが、版権の問題で断念した。
- マイケル・ジアッチーノによって作曲されたエンドクレジット音楽『ROAR！』[注 3]は、伊福部昭が手掛けたゴジラ映画の曲を彷彿とさせるものとなっている[1]。ジアッチーノ自身もゴジラ映画の大ファンであり[7]、本作の制作決定時には自ら劇伴担当に名乗りを上げる程の意気込みを見せていたが[7]、監督のリーヴスから劇中で背景音楽を使用しない方針を知らされ[7]、酷く落胆したという[7]。その後、本作を従来の怪獣映画と同様の方式で制作すると仮定して作られた楽曲がエンディングロールで使用される運びとなり[7]、晴れてゴジラシリーズへのオマージュを捧げる形となった[7]。
- ロブの日本への栄転や彼を祝うパーティー会場に寿司も用意されている事などからも、日本を意識した事が窺える[6]。
- 日本では東宝系興行チェーン会社「TOHOシネマズ」を中心に上映され、劇場で販売されたパンフレットも東宝によって製作販売された。
- ノベライズ版では地の文で、ハッドが1954年公開の1作目『ゴジラ』に関することを考えている描写が幾つか存在する[1]。

### その他
- タイトルのクローバーフィールドとは、本編映像であるアメリカ国防総省が発見・保管した映像記録に付けられた名称だが、その原義はバッド・ロボット・プロダクションズのオフィス前の住所名である。
- 日本での副題「HAKAISHA」は、エイブラムスの指示によるもの。エイブラムスは「デストロイヤー」の邦訳についてパラマウント・ジャパンに問い合わせ、結果得られた「破壊者」をローマ字表記で付けるように指示したとのこと[5]。
- エンディングのロブとベスのデート映像の脇で、黒い物体が海に落下する様子が映り込んでおり、事件との何らかの関連が示唆されている。
- エンドクレジットの終わりに不鮮明なラジオ音声が聴こえ[20]、微かに「助けて（Help us）」と言っているのが聴き取れるが、これを逆再生すると「あいつはまだ生きている（It's still alive）」と聴こえるようになっている[21]。

## 各国レイティング
- アメリカ：PG-13（for violence, terror and disturbing images.）
- 日本：PG-12
- 韓国：15
- 香港：IIA（PG相当）
- マレーシア：U（全年齢）
- シンガポール：PG
- アルゼンチン：16
- イギリス：15
- オーストラリア：M（15歳以上推奨）
- カナダ：14A（アルバータ州、ブリティッシュコロンビア州のみ）
- カナダ：PG（オンタリオ州のみ）
- フィンランド：K-13
- アイルランド：15A
- チェコ：15
- オーストリア:14
- デンマーク:15
- フランス:Tous
- ドイツ:12
- ギリシャ:K-16
- アイスランド:14
- インド:A
- メキシコ:B
- オランダ:16
- ニュージーランド:M
- ノルウェー:15
- ペルー:14
- フィリピン:PＧ-13
- ポーランド:16
- ポルトガル：M/14
- ロシア:16歳以上
- 南アフリカ:13
- スペイン:13
- スウェーデン:15
- スイス:14
- 台湾:PＧ-12
- トルコ:13歳以上
- アラブ首長国連邦:13歳以上

## Blu-ray・DVD
2008年9月5日、パラマウント ジャパンよりDVD版リリース。また2008年12月5日にはBlu-ray Disc版リリース。

## ノベライズ『クローバーフィールド - HAKAISHA』
ドリュー・ゴダード著、入間眞訳、竹書房文庫（竹書房、2008年4月）ISBN 978-4-81243436-9
ノベライズ版では事件後に回収された映像がアメリカ国防省職員により閲覧・保存される作業が描かれ、本編もそれら「回収されたいくつかの映像の一つ」という扱いで展開される。シーンごとに撮影者の一人称で物語が描かれるため、映画版では分からなかった登場人物の心情なども細かく描かれている。カバーの裏にはJ・J・エイブラムスから日本のファンへのプレゼントとして、劇中で登場するモンスターの全身が描かれたイメージが掲載されている。これは日本のみで公開されたもので、国外版では見る事はできない。

## 漫画『クローバーフィールド/KISHIN』
ウェブコミック形式で角川書店（web KADOKAWA）から全4話配信した。コミック版での舞台は日本で、男子高校生が主人公となっている。また、映画と違い、このコミック版での謎は比較的明確な形で回収されている。なお、同映画がコミカライズされているのは日本のみである。

### あらすじ
自分に自信が持てず、クラスメイトからいじめを受ける男子高校生・相葉キシン。そんな中、ある巨大生物の襲来で大きな事件に巻き込まれたキシンは自分に隠された真実を知る。

### 登場人物
相葉 キシン（あいば キシン）
漫画版の主人公。高校生で、自分に自信を持てない事からクラスメイトの男子3人からいじめを受けているが、クラスメイトの笹原アイコに支えられていた。
自分のことを何より愛してくれる母親のユウコが大好きだったが、幼少の頃に事故で亡くしている。それ以来、母の写真を離さずに持ち歩いている。母を亡くしてからは有名企業タグルアト社員の父親と2人暮らしだが、父は多忙で留守にしていることが多かったため、あまり相手にされていなかった。
中盤でかつて母が属していたある狂気じみた団体（正式名称不明）に拉致され、自身が東京に襲来した巨大生物を制御できる種・ポッドを植え付けられていた事を知る。父に救出された時に母の死の真相を知り、「世界から自分の存在価値を否定された」と思い込み、自暴自棄となって巨大生物を操る力を利用し、これまで自分をいじめてきたクラスメイトへの復讐を企む。
笹原 アイコ（ささはら アイコ）
漫画版のヒロイン。キシンのクラスメイトの女子。勝ち気な性格でいじめられるキシンを密かに助け、叱咤する良き理解者。
幼少の頃に大好きだった父を失って以来、母が男遊びに溺れ、家庭で邪魔者扱いされるようになった。父を亡くしてからは父の形見の指輪を身に付けている。実はねずみが苦手。
相葉 ユウコ（あいば ユウコ）
キシンの母親。故人。周囲からは何故か気味悪がられていたが、誰よりも息子に強い愛情を注いでいた。
実はある狂気じみた団体に属する信者の一人で、タグルアト社で厳重保管されていたポッドを奪い、それを生まれたばかりのキシンに植え付けた後、タグルアトに殺されてしまうが、表向きでは事故死になっていた。
キシンの父（本名不明）
キシンの父親。タグルアト社員。
実はタグルアト社の裏の顔である研究機関の研究員の一人。過去にユウコと結ばれるも、タグルアト社で厳重に保管されていたポッドを彼女に奪われてしまい、そのせいで妻を失い、ポッドを植え付けられた息子のキシンに対して冷血な態度を見せていたが、本心では誰よりもキシンのことを大事に思っており、キシンが幼い頃に描いてくれた自分の似顔絵を目立つ場所に飾っていた。
団体に拉致されたキシンを救出し、真実を語ると同時に自身を道連れに「向こうで家族3人幸せになろう」と心に秘めつつ、キシンと共に爆死したと思われたが、キシンは生存してしまう。
いじめグループ
キシンのクラスメイトの3人組。メンバー個人の名前は不明。常日頃からキシンに陰湿かつ暴力的ないじめを仕掛けているが、アイコに邪魔されることがある。
終盤で自暴自棄となり巨大生物を操る力を利用して復讐を企むキシンの執拗な攻撃を受け、これまでの報いを受けることになった。

### 漫画版スタッフ
- 漫画：東川祥樹
- 発行者：井上伸一郎
- 発行：株式会社角川書店
- プロデュース：J・J・エイブラムス、ブライアン・パーク
- ストーリー編集：デヴィッド・バロノフ
- 原案・脚本：デヴィッド・バロノフ、マシュー・ピッツ、ニコール・フィリップス

### 書誌情報
東川祥樹『クローバーフィールド/KISHIN』角川グループパブリッシング〈角川コミックス・エース〉、2008年8月26日。ISBN 978-4047150591。